# Jagdstaffel 58
Jagdstaffel Nr. 58 – Königlich Preußische Jagdstaffel Nr. 58 – Jasta 58 – jednostka Luftstreitkräfte z okresu I wojny światowej.

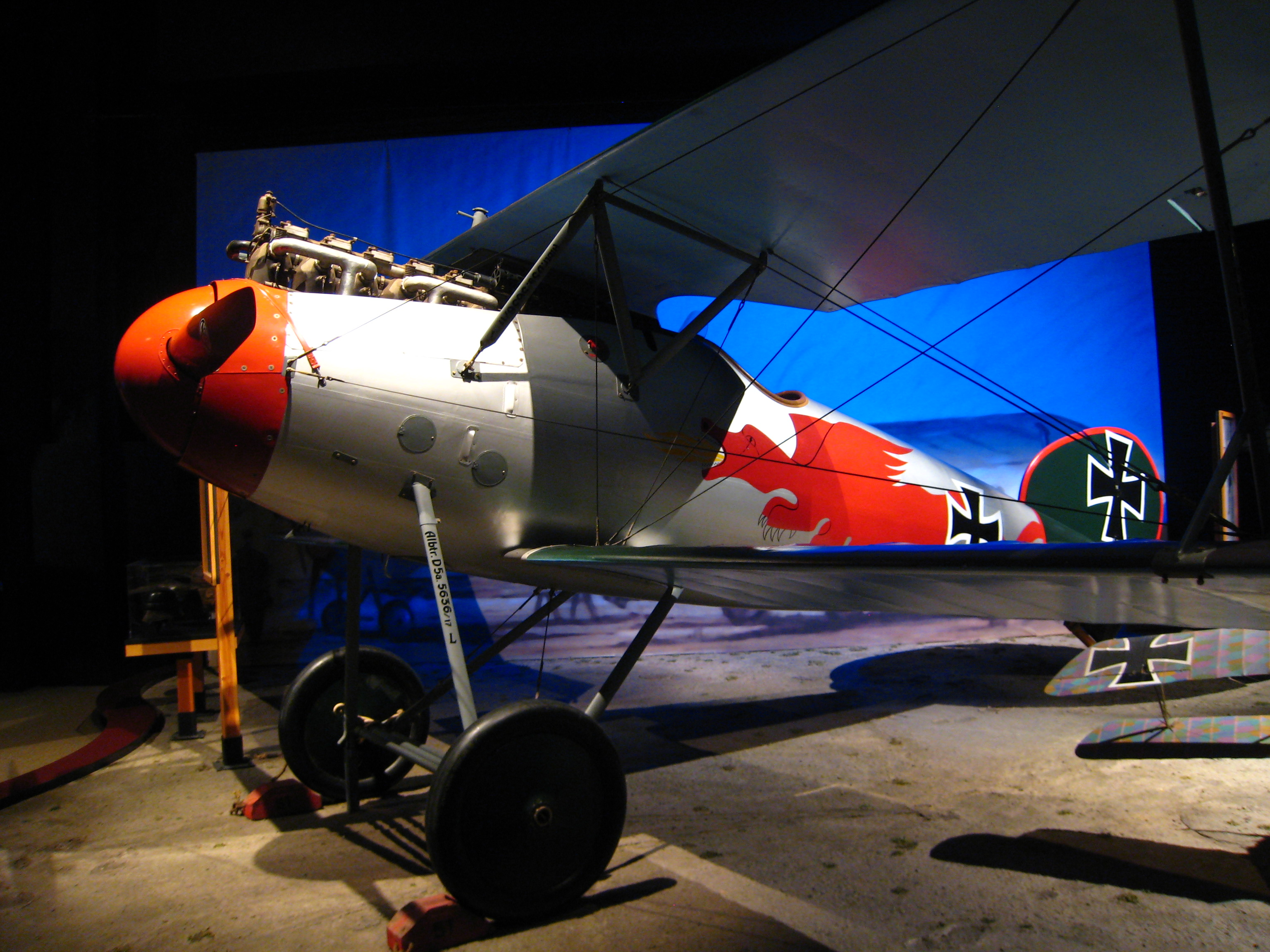
Samolot Albatros D.V

## Informacje ogólne
Jednostka została utworzona w 6 stycznia 1918 roku w szkole obserwatorów w Toruniu. Organizację eskadry powierzono przybyłemu z Jagdstaffel 12 porucznikowi Hermanowi Martini.
Zdolność bojową eskadra osiągnęła 20 stycznia, a cztery dni potem została przydzielona pod dowództwo 2 Armii i umieszczona na lotnisku w Emerchicourt. 1 lutego nastąpiła jej dyslokacja pod dowództwo 17 Armii. Eskadra została włączona do grupy taktycznej Jagdgruppe Sud (Jagdstaffel 23, Jagdstaffel 35, Jagdstaffel 58, Jagdstaffel 59). 11 kwietnia jednostka została na dwa miesiące przydzielona w sektor 4 Armii i stacjonowała w Koekhoek. 6 czerwca została na miesiąc przydzielona do działającej pod rozkazami Emila Thuy i znajdującej się w obrębie 2 Armii Jagdgruppe 7 (Jagdstaffel 28, Jagdstaffel 33, Jagdstaffel 57).
Piloci eskadry latali głównie na samolotach Albatros D.V i Fokker D.VII
Jasta 58 w całym okresie wojny odniosła 24 zwycięstw. W okresie od stycznia do listopada 1918 roku jej straty wynosiły 5 zabitych w walce i 3 rannych.
Łącznie w jednostce służyło przeszło ponad 2 asów myśliwskich m.in.:
Martin Dehmisch (10), Albert Dietlen (2)

### Dowódcy Eskadry
| Stopień      | Nazwisko       | Okres                   |
| ------------ | -------------- | ----------------------- |
| Porucznik    | Herman Martini | 6.01.1918 – 2.04.1918   |
| Podporucznik | Albert Dietlen | 2.04.1918 – 12.04.1918  |
| Porucznik    | Wendland       | 12.04.1918 – 17.04.1918 |
| Porucznik    | Herman Martini | 17.04.1918 – 10.07.1918 |
| Porucznik    | Wendland       | 10.07.1918 – 22.07.1918 |
| Porucznik    | Herman Martini | 22.07.1918 – 11.11.1918 |